# Rhinolophus monoceros
Rhinolophus monoceros är en fladdermusart som beskrevs av K. Andersen 1905. Rhinolophus monoceros ingår i släktet Rhinolophus och familjen hästskonäsor. Inga underarter finns listade i Catalogue of Life.
Denna fladdermus lever endemisk på ön Taiwan. IUCN godkänner Rhinolophus monoceros inte som art. Den listas där som synonym till Rhinolophus pusillus.